# کفرحاتا
کفرحاتا (به عربی: کفرحاتا) یک منطقهٔ مسکونی در لبنان است که در استان شمالی لبنان واقع شده‌است.

## خصوصیات
کفرحاتا ۱۷۰ متر بالاتر از سطح دریا واقع شده‌است.